# Nicho de mercado en Internet
Un nicho de mercado en Internet es un término de mercadotecnia por internet que es utilizado para referirse a un grupo de personas que busca soluciones en línea a problemas comunes y no encuentra resultados relevantes.
El término nicho de mercado por internet difiere de la definición de nicho de mercado en la mercadotecnia tradicional, ya que en esta última, un nicho de mercado es definido sobre la base de similitudes del mercado referente a características geográficas, demográficas, psicológicas, sociales y de comportamiento de un grupo. Es decir, un nicho de mercado podría ser definido como un grupo de personas viviendo en el estado de Texas, de sexo masculino, y que tengan entre 35 y 50 años de edad.
Cuando hablamos del nicho de mercado en internet, estas características toman menos importancia y no son usadas como determinantes para su definición. En esta rama de la mercadotecnia, basta con que un grupo de personas tenga una necesidad común y que estén buscando una solución a ella para ser definido como un nicho de mercado.
- Datos: Q16611460